# Kannur (district)
Kannur is een district van de Indiase staat Kerala. Het district telt 2.412.365 inwoners (2001) en heeft een oppervlakte van 2966 km².

## Steden
| Stad              | Inwoners (2001) |
| ----------------- | --------------- |
| Ancharakandy      | 21.882          |
| Azhikode North    | 22.001          |
| Azhikode South    | 23.948          |
| Chala             | 15.530          |
| Chelora           | 19.566          |
| Cheruthazham      | 26.240          |
| Chirakkal         | 43.290          |
| Chockli           | 31.779          |
| Dharmadom         | 29.169          |
| Elayavoor         | 31.545          |
| Eranholi          | 24.610          |
| Iriveri           | 15.672          |
| Kadachira         | 17.438          |
| Kadirur           | 28.989          |
| Kalliasseri       | 28.066          |
| Kanhirode         | 13.954          |
| Kannadiparamba    | 12.656          |
| Kannapuram        | 18.568          |
| Kannur            | 63.795          |
| Kannur Cantonment | 4.699           |
| Koothuparamba     | 29.532          |
| Kottayam-Malabar  | 17.500          |
| Mattannur         | 44.317          |
| Mavilayi          | 11.953          |
| Munderi           | 19.478          |
| Muzhappilangad    | 21.905          |
| Narath            | 12.553          |
| New Mahe          | 11.230          |
| Paduvilayi        | 19.167          |
| Pallikkunnu       | 26.963          |
| Panniyannur       | 20.860          |
| Panoor            | 16.288          |
| Pappinisseri      | 33.266          |
| Pathiriyad        | 16.608          |
| Pattiyom          | 19.948          |
| Payyannur         | 68.711          |
| Peralasseri       | 15.818          |
| Peringathur       | 42.079          |
| Pinarayi          | 15.828          |
| Puzhathi          | 33.470          |
| Taliparamba       | 67.441          |
| Thalassery        | 99.386          |
| Thottada          | 36.357          |
| Valapattanam      | 8.369           |
| Varam             | 14.739          |

Hoofdstad: Thiruvananthapuram
Districten: Alappuzha · Ernakulam · Idukki · Kannur · Kasaragod · Kollam · Kottayam · Kozhikode · Malappuram · Palakkad · Pathanamthitta · Thrissur · Trivandrum · Wayanad